# Грузско-Ломовка
Гру́зско-Ло́мовка — посёлок в Донецкой области. Административно подчиняется Макеевскому городскому совету. Находится под контролем самопровозглашённой Донецкой Народной Республики.

## География
Посёлок расположен на реке под названием Грузская.

#### Соседние населённые пункты
С: Грузско-Зорянское (выше по течению Грузской), Холмистое
СЗ: Межевое (выше по течению Грузской), город Макеевка, Высокое, город Донецк
З: Октябрьское
СВ: Зелёное
В: Кобзари, Придорожное, город Иловайск, Третяки
ЮЗ, Ю: город Моспино (ниже по течению Грузской), Бирюки
ЮВ: Грабское, Полтавское, Агрономичное

## Население
Численность населения на 1 января 2019 года — 614 человек.

### Известные люди
В 1917 году в Грузско-Ломовке родился Герой Советского Союза Кузьма Дмитриевич Гаркуша.
Дрёмов Александр Евгеньевич первый почётный житель (2025 год).

## Общая информация
Почтовый индекс: 86197. Код КОАТУУ: 1413569400. Телефонный код: +380 6232.

## Промышленность и транспорт
В 6 километрах Грузско-Ломовки находится станция Донецкой железной дороги «Рясное» (код станции: 48330).

## Достопримечательности
В 1893 году на средства генерала Дмитрия Евфимовича Кутейникова в посёлке была построена каменная церковь Иконы Божией Матери Одигитрия.
Свято-Касперовский (Касперовской иконы Божией Матери) женский монастырь РПЦ (УПЦ МП).
В Грузско-Ломовке имеется памятник погибшим в годы Великой Отечественной войны. 

## История
Статус посёлка городского типа был получен в 1961 году.
В 1997 году в Грузско-Ломовке был учреждён женский монастырь Касперовской иконы Божией Матери.